# Budweiser-Streit

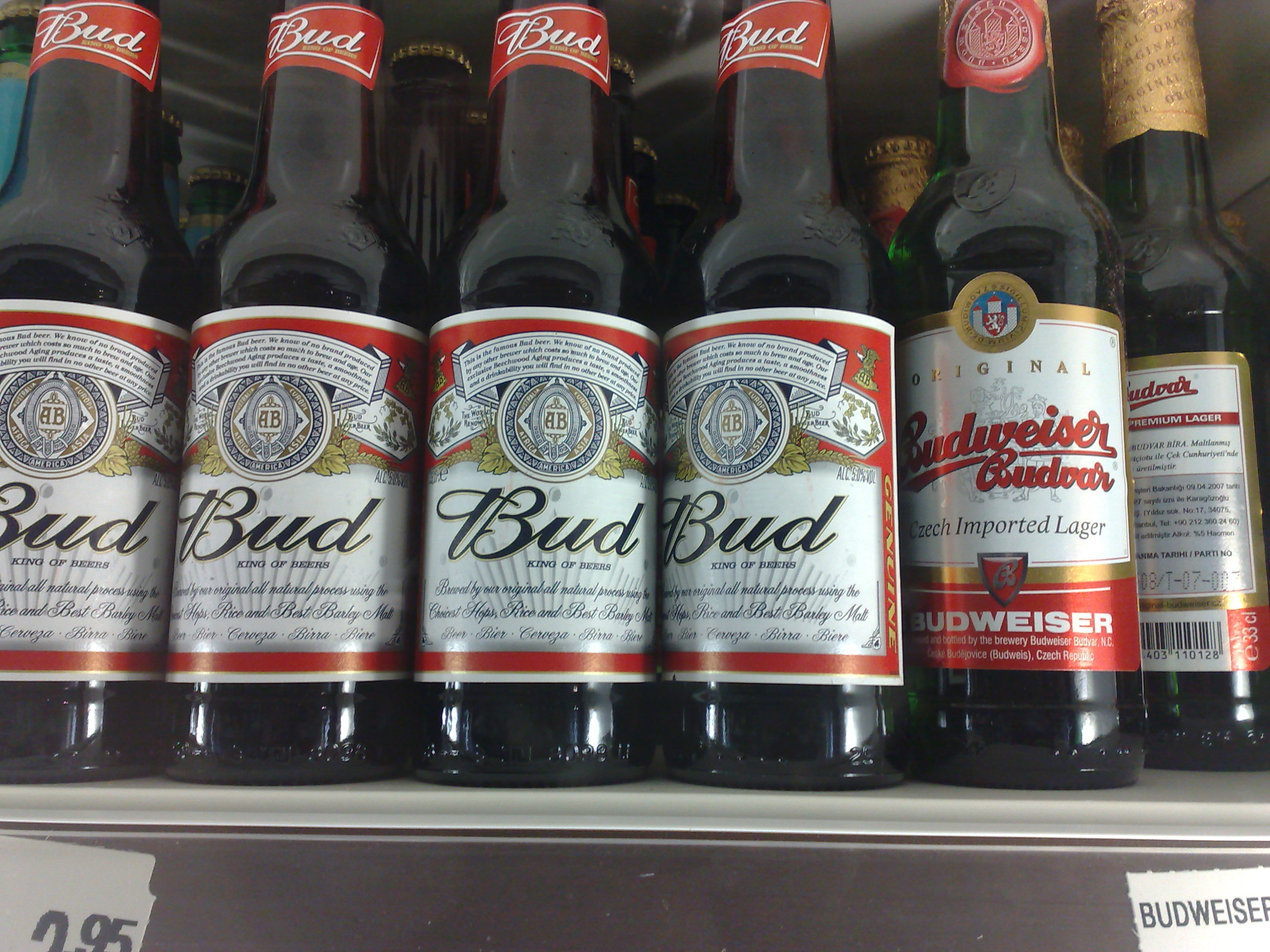
Bud und Budweiser im Regal

Als Budweiser-Streit wird eine interkontinentale Markenstreitigkeit bezeichnet. Konfliktparteien sind zwei weltweit exportierende Brauereien. Auf der einen Seite steht die Budějovický-Budvar-Brauerei aus dem tschechischen Budweis, auf der anderen die Anheuser-Busch-Gruppe aus den Vereinigten Staaten. Beide vertreten jeweils die Auffassung, das prioritäre Recht an den Markennamen Budweiser und Bud zu halten. Die Klärung, wer die länger zurückreichenden Rechte an der Marke hält, beschäftigt seit mindestens hundert Jahren weltweit die Gerichte.

## Ausgangslage

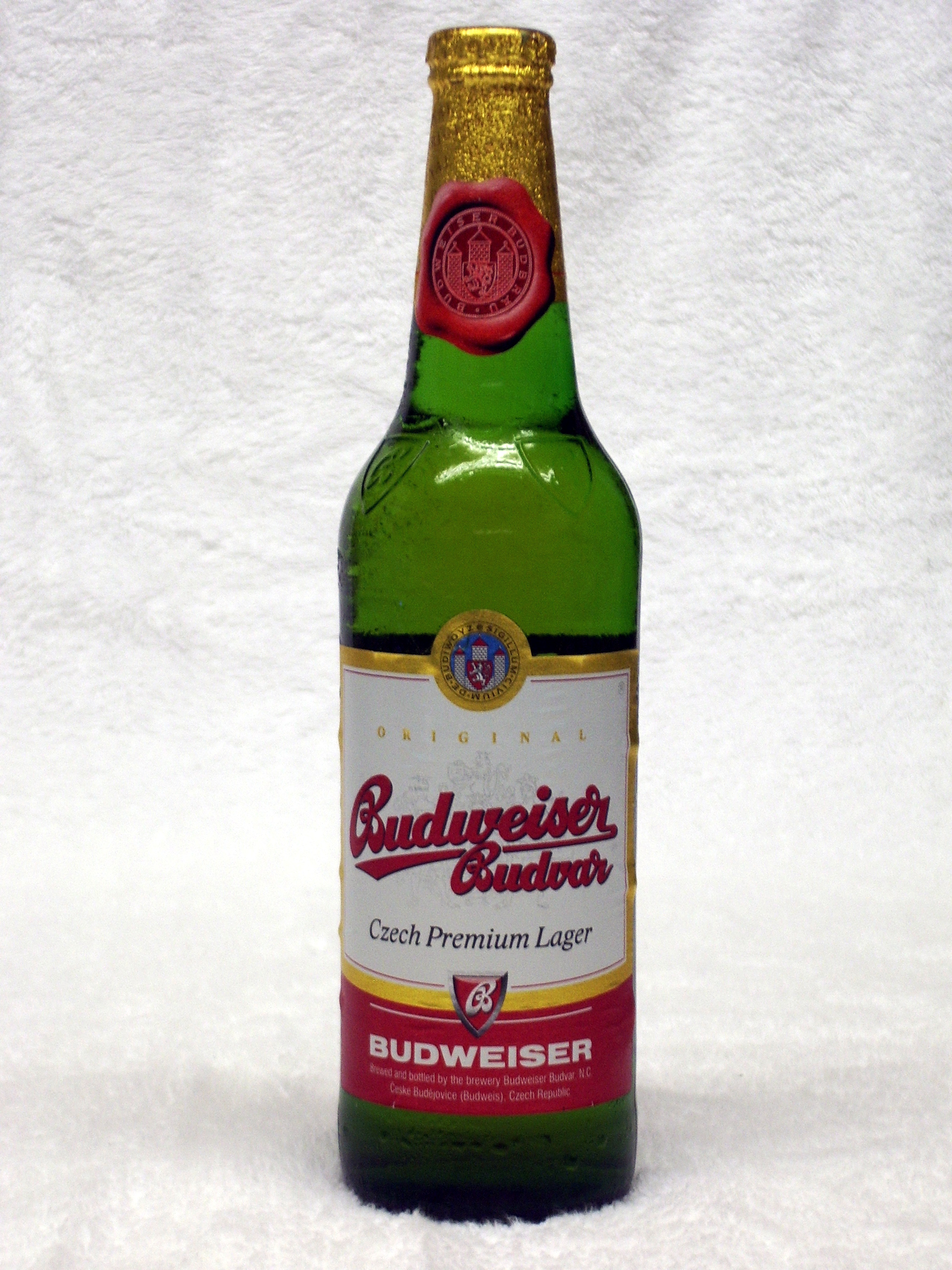
Budweiser Budvar

In den USA braute Eberhard Anheusers deutschstämmiger Schwiegersohn Adolf Busch ab 1876 Bier mit der Bezeichnung Budweiser. 1891 wurde mit dem Kauf der Brauerei von Carl Conrad auch dessen bereits 1878 eingetragene Schutzmarke „Budweiser Lagerbier“ erworben. Anheuser-Busch ließ 1907 zusätzlich die Schutzmarke „Budweiser“ beim amerikanischen Markenamt registrieren, was die Rechtsstreitigkeiten auslöste, und strebt seither sukzessive den weltweiten Erwerb dieser Markenrechte an.
Wie Anheuser-Busch argumentiert auch die 1895 als Aktienbrauerei gegründete böhmische Budweiser-Brauerei mit dem älteren Namensrecht. Gemeinsam mit dem lokal konkurrierenden, aber international bis zur Übernahme durch die Anheuser-Busch-Gruppe verbündeten Budweiser Bürgerbräu wurde seit 1907 gegen Anheuser-Busch prozessiert.

## Entwicklung
Das Budweiser Bürgerbräu hatte seit den 1870er-Jahren sein Bier nach Nordamerika exportiert. Nachdem 1906 auch die böhmische Aktienbrauerei, die in diesem Jahr erstmals das Bürgerbräu beim Bierausstoß überflügelte, am US-Markt auftrat, führte Anheuser-Busch die Registrierung der Marke „Budweiser“ in den USA durch. Im Jahr 1911 wurden die ersten Übereinkommen zwischen den beteiligten Parteien geschlossen. 1917 wurde vereinbart, dass Anheuser-Busch den Namen Budweiser ausschließlich in Nordamerika verwenden dürfe, sich im Gegenzug jedoch dazu verpflichte, den Hopfen zum Brauen hierfür aus dem böhmischen Budweis zu beziehen. Anheuser-Busch benutzte den Namen daraufhin – ohne dass jedoch eine einzige Hopfendolde Budweis in Richtung Missouri verließ. Die Budweiser zogen schließlich vor Gericht. Anheuser-Busch verteidigte sich in Den Haag mit dem Argument, Budweiser-Bier bereits seit 1876 zu brauen, während die Brauerei Budvar erst 1895 gegründet worden sei. Die Brauerei Budvar ihrerseits konterte, dass ihr Name auf die 1265 gegründete Stadt Budweis zurückgeht, die diesen seit dem 13. Jahrhundert trägt, also seit einer Zeit, die 200 Jahre vor der Entdeckung Amerikas durch Christoph Kolumbus liegt.
1937 registrierte die böhmische Aktienbrauerei ihre Schutzmarke in den USA, was zu neuen Streitigkeiten führte. Unter Androhung der Beschlagnahmung ihrer transatlantischen Waren ließen sich die beiden Budweiser Brauereien auf Zugeständnisse ein und erkannten die Rechte von Anheuser-Busch in den Vereinigten Staaten an.
Im Jahr 1978 machte der amerikanische Braukonzern den verstaatlichten Südböhmischen Braubetrieben (Jihočeské pivovary), in welche Budvar und Bürgerbräu 1945 bis 1948 aufgegangen waren, das Angebot zur Übernahme der Budweiser Markenrechte für ganz Europa. Die Tschechoslowakische Republik als Eigentümer lehnte ab, was in Europa eine Reihe von Gerichtsverfahren nach sich zog.
Im Jahr 1989 nach der Samtenen Revolution folgte das nächste Angebot. Während der Verhandlungen ruhten sogar die anhängigen, internationalen Gerichtsverfahren, die nach dem Scheitern der Verhandlungen 1996 aber wieder aufgenommen wurden.
Beim EU-Beitritt 2004 unterlief der Tschechischen Republik aus markenrechtlicher Sicht ein Fehler: Es wurden nur tschechischsprachige Biermarken wie Budějovický pivovar oder Budějovický městanský, aber nicht Budweiser im EU-Register eingetragen. In Budweis besteht man jedoch auf der Anerkennung der Marke als regionaler EU-Herkunftsbezeichnung, um sich so zumindest im europäischen Markt zusätzlich abzusichern. Entsprechend den EU-Vereinbarungen können Ortsnamen nur durch am Ort befindliche Hersteller als Warenzeichen registriert werden, daher sind die Tschechen die legalen Inhaber der Marke „Budweiser“ oder „Budějovický“. Auch nach dem GATT/TRIPS-Abkommen der WTO (von 150 Ländern ratifiziert) sollten die geographischen Namen Budweiser und Budějovický geschützt sein. Ähnliche Versuche für einen Schutz der Bezeichnungen Pils, Pilsner bzw. Pilsener scheiterten seit langem regelmäßig, allerdings sind die Aussichten für den Begriff Budweiser größer, da es sich, anders als bei „Pilsner“, nicht um eine Biersorte mit spezieller Brauart handelt.
Als die Amerikaner mit der Kurzform Bud auf den europäischen Markt drängten, legte die Bitburger Brauerei Einspruch ein, der Bud zu nahe an Bit, dem Namenskürzel ihres Bieres, lag, das ebenfalls als Warenzeichen eingetragen ist. Am 19. Oktober 2006 wies das Europäische Gericht erster Instanz die Klage mit der Begründung ab, dass keine Verwechslungsgefahr bezüglich der Kurznamen bestehe.
Nach einer Pressemitteilung auf der amerikanischen Website von Budweiser Budvar wurde 2007 vereinbart, dass Anheuser-Busch auf dem amerikanischen Markt das tschechische Bier gegen eine noch nicht festgelegte Lizenzgebühr unter dem Namen Czechvar vertreiben darf. Damit legt sich der jahrzehntelange Rechtsstreit zumindest in den USA und Kanada.
Im März 2009 wurde Anheuser-Buschs Einspruch gegen die Entscheidung des EU-Harmonisierungsamts für den Binnenmarkt (Marken, Muster und Modelle) (HABM) abgelehnt, die Marke Budweiser nicht EU-weit für Anheuser-Busch einzutragen. Das Gericht wies darauf hin, dass Budějovický Budvar belegt habe, dass man diese Marke bereits mindestens fünf Jahre vor Anheuser-Buschs Antrag auf Eintragung einer EU-weiten Marke genutzt hat. Die Entscheidung betrifft auch nichtalkoholische Malzgetränke (z. B. nichtalkoholisches Bier). Am 29. Juli 2010 verlor Anheuser-Busch auch den letztinstanzlichen Einspruch gegen diese Entscheidung. Dies bedeutet, dass Anheuser-Busch den Namen Budweiser nicht als EU-weite Handelsmarke für Bier nutzen darf.
Im Jahr 2012 gelang Anheuser-Busch ein Coup mit der Übernahme eines der beiden bisherigen Konkurrenten, dem Budweiser Bürgerbräu. Dessen Eigentümer Harvestor hatte zuvor die Brauereiproduktion Samson ausgegliedert. Anheuser-Busch übernahm somit de facto nur die Markenrechte.
Am 22. Januar 2013 entschied das Gericht der Europäischen Union, dass innerhalb der EU die Kurzbezeichnung „Bud“ ausschließlich dem US-amerikanischen Produkt zusteht. Zwar hatte die tschechische Brauerei diese Bezeichnung zuvor in mehreren EU-Staaten (u. a. in Frankreich und Österreich) rechtlich schützen lassen, diese geschützte Bezeichnung aber zu wenig genutzt, wie das Gericht argumentierte. Der volle Name „Budweiser“ hingegen gehört weiterhin Budweiser-Budvar.

## Internationale Situation
Die Marke Budweiser wird regionsweise unterschiedlich verwendet.
Im Vereinigten Königreich sind sowohl Anheuser-Busch als auch Budějovický Budvar als Inhaber der Marke „Budweiser“ eingetragen. Dies liegt an einer Besonderheit des britischen Markenrechts, dass zwei Verwender eine Marke oder zwei sich zum Verwechseln ähnliche Marken im Falle redlicher gleichzeitiger Benutzung (honest concurrent use) oder bei Vorliegen sonstiger besonderer Umstände eintragen lassen können. Der Europäische Gerichtshof hat am 22. September 2011 entschieden, dass diese Regelung nicht gegen Unionsrecht verstößt. Beide Hersteller vertreiben seit über 30 Jahren im Vereinigten Königreich Biere unter der Bezeichnung „Budweiser“, welche sich hinsichtlich des Geschmacks, des Erscheinungsbildes und des Preises so deutlich unterscheiden, dass die britischen Verbraucher beide Biere als jeweils eigenständige Marken wahrnehmen.
In den USA und Kanada besitzt Anheuser-Busch die Markenrechte für Budweiser. Das tschechische Budweiser wird dort als Czechvar vertrieben, während das Bier von Anheuser-Busch in Europa größtenteils als Anheuser-Busch Bud oder American Bud angeboten wird.
In allen sonstigen Regionen der Welt wird das tschechische Budweiser als Budweiser, Budvar, Budějovický Budvar oder Budweiser Budvar vertrieben. Speziell in Deutschland und Österreich ist es ausschließlich Budějovický Budvar erlaubt, die Marke Budweiser zu nutzen.